# 基亞拉凱庫亞
基亞拉凱庫亞（英語：Kealakekua）是美國夏威夷島的人口普查指定地區，該地面積約為18.7平方公里，均為陸地，根據2010年美國人口普查數據，該地人口為2,019人。